# Hans Regner (konstnär)
Hans Regner (Regnar, Regener) var en nederländsk målare, verksam i Lübeck i mitten av 1500-talet.
Bevarade handlingar visar att Regner mellan 1535 och 1557 två gånger begärde hjälp från Lübecks stadsråd mot Lübecks målarämbete som besvärade sig över hans verksamhet i staden. För att lösa tvisten fick han från 1557 arbeta som frimästare. Gustav Vasa betalade honom 1556 för att han skulle måla porträtten av prinsessorna Anna, Sofia och Elisabet samt kungaparet Christian III och Dorothea. Det anses troligt att han vistades i Sverige och Danmark vid porträttens tillkomst.